# I Liceum Ogólnokształcące im. Seweryna Goszczyńskiego w Nowym Targu
I Liceum Ogólnokształcące im. Seweryna Goszczyńskiego (dawniej Gimnazjum Nowotarskie) – liceum ogólnokształcące w Nowym Targu, najstarsza szkoła ponadpodstawowa na Podhalu.

## Historia
Idea założenia w Nowym Targu „ośrodka wyższej oświaty” powstała w 1862 r. Wtedy to z inicjatywy Adolfa Tetmajera z Ludźmierza – marszałka powiatu nowotarskiego – Wydział Powiatowy Nowotarski wystosował do Rady Gminnej w Nowym Targu petycję sugerującą utworzenie w mieście ośrodka gimnazjalnego. W 1904 r. gmina uzyskała pozwolenie na utworzenie gimnazjum cesarsko-królewskiego z polskim językiem wykładowym. Od 1906 r. gimnazjum funkcjonuje w gmachu, zaprojektowanym przez architekta Teodora Talowskiego, a wybudowanym pod kierunkiem inż. Eugeniusza Katerli.

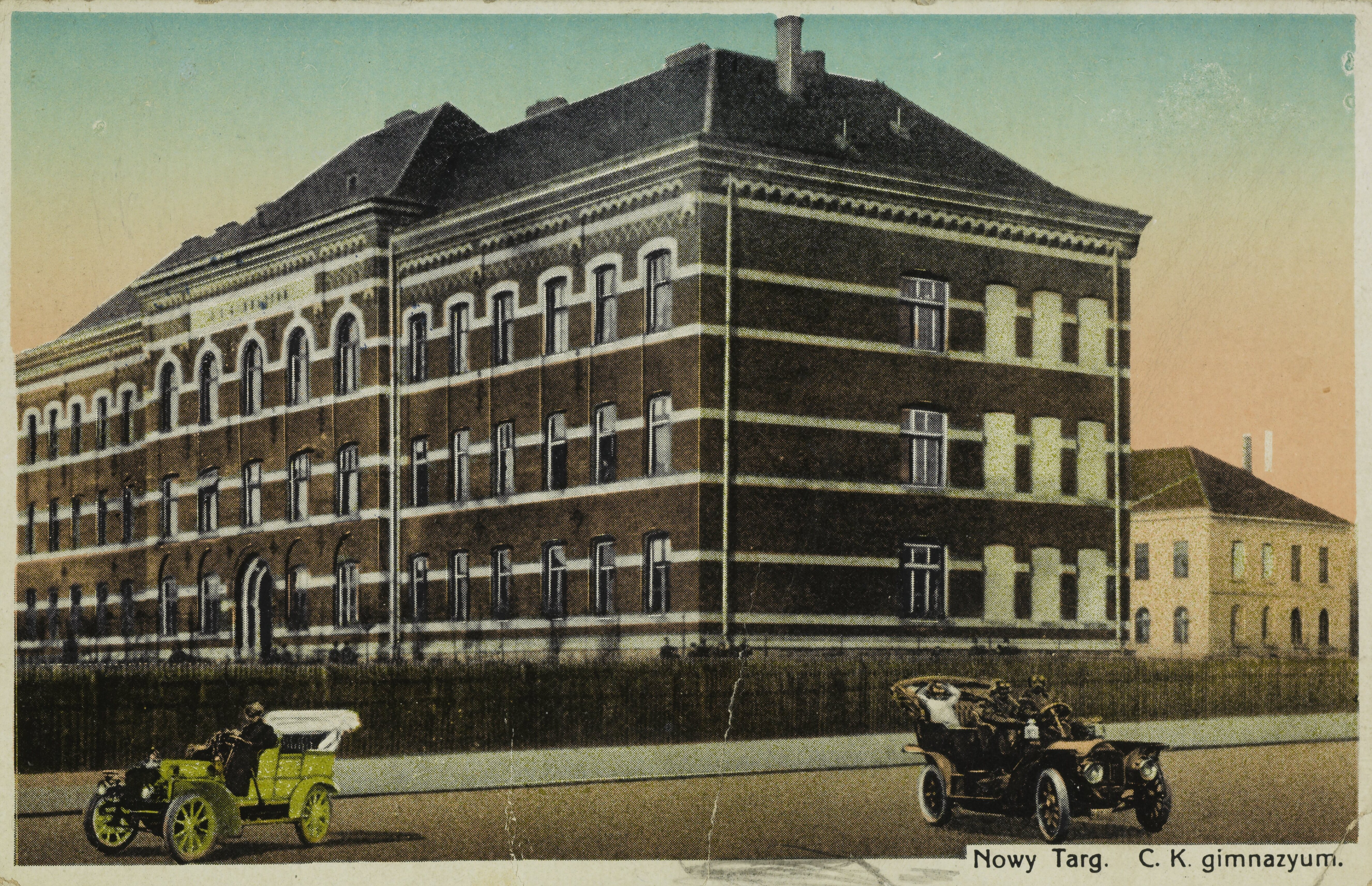
C.K. Gimnazjum w 1916 r.

Zarządzeniem Ministra Wyznań Religijnych i Oświecenia Publicznego z 1937 zostało utworzone „Państwowe Liceum i Gimnazjum im. Seweryna Goszczyńskiego w Nowym Targu” (państwowa szkoła średnią ogólnokształcąca, złożoną z czteroletniego gimnazjum i dwuletniego liceum), po wejściu w życie tzw. reformy jędrzejewiczowskiej szkoła miała charakter koedukacyjny, a wydział liceum ogólnokształcącego był prowadzony w typie humanistycznym i przyrodniczym. Pod koniec lat 30. szkoła funkcjonowała pod adresem ulicy Krasińskiego 1.
11 listopada 1939 r. ówczesny dyrektor Ludwik Czech otrzymał rozkaz władz okupacyjnych zamknięcia szkoły aż do odwołania. Po II wojnie światowej, w zmienionych warunkach politycznych, szkoła jako Liceum Ogólnokształcące przystąpiła do reaktywowania swojej działalności.
Budynek szkoły został wpisany do rejestru zabytków 28 grudnia 1998 r.

## Dyrektorzy
| Lp. | Imię i nazwisko         | Okres pełnienia funkcji | Uwagi                                                                               |
| --- | ----------------------- | ----------------------- | ----------------------------------------------------------------------------------- |
| 1   | dr Kazimierz Krotoski   | 1904–1921               | urlopowany w 1919                                                                   |
| 2   | dr Edward Niezabitowski | 1919–1920               | późniejszy rektor Uniwersytetu Poznańskiego                                         |
| 3   | Jakub Zachemski         | 1920–1924               | odznaczony Krzyżem Oficerskim Orderu Odrodzenia Polski                              |
| 4   | Marcin Gołąb            | od 1 VII 1925           | do tej pory nauczyciel w Państw. Gimn. im. św. Barbary w Chodzieży                  |
| 5   | Ludwik Czech            | od 1 IX 1926            | do tej pory pełnił funkcję kierownika gimnazjum                                     |
| 6   | Pius Jabłoński          | 1945–1947               | odznaczony Krzyżem Kawalerskim Orderu Odrodzenia Polski oraz Złotym Krzyżem Zasługi |
| 7   | Jan Krupa               | 1947–1949               |                                                                                     |
| 8   | dr Józef Grzybek        | 1949–1949               |                                                                                     |
| 9   | Eugeniusz Przesławski   | 1949–1950               | p.o. dyrektora                                                                      |
| 10  | Maria Geblowa           | 1950–1960               |                                                                                     |
| 11  | Stanisław Żygadło       | 1960–1973               |                                                                                     |
| 12  | Bolesław Nowobilski     | 1973–1974               |                                                                                     |
| 13  | Zdzisław Rosak          | 1974–1974               |                                                                                     |
| 14  | Wit Wójtowicz           | 1974–1975               |                                                                                     |
| 15  | Maria Plich             | 1975–1991               |                                                                                     |
| 16  | Franciszek Janczy       | 1991–2006               |                                                                                     |
| 17  | Maria Kopeć             | 2006–2021               |                                                                                     |
| 18  | Marta Sokołowska        | od 2021                 |                                                                                     |

## Absolwenci
- bł. Piotr Dańkowski – błogosławiony Kościoła katolickiego
- ks. kard. Stanisław Dziwisz – kardynał, Arcybiskup Metropolita Krakowski
- Wiktor Kaliciński – major lekarz Wojska Polskiego, zamordowany Katyniu w 1940
- Władysław Langner – generał brygady
- Jerzy Lgocki – powstaniec śląski, komendant Strażackiego Ruch Oporu „Skała”
- Wojciech Lorencowicz – nauczyciel, działacz niepodległościowy i społeczny, organizator i dowódca Kompanii Spiskiej w Legii Spisko-Orawskiej oraz Tajnej Organizacji Wojskowej na Spiszu, członek Komitetu Plebiscytowego Spiskiego
- prof. dr inż. Stefan Łaciak – inżynier górnik, profesor zwyczajny Akademii Górniczo-Hutniczej, dyrektor Instytutu Wiertniczo-Naftowego AGH, działacz społeczny
- ks. Paweł Łukaszka – polski duchowny katolicki, były hokeista
- ks. Ferdynand Machay (1914–1940) – polski duchowny katolicki, Sługa Boży Kościoła katolickiego
- Kazimierz Maurer – ekonomista, dyplomata handlu zagranicznego
- Janusz Nosek – nauczyciel historyk, generał brygady
- Franciszek Orawiec – pułkownik Wojska Polskiego, zamordowany Katyniu w 1940
- Maria Pajerska – nauczycielka, członkini ZWZ-AK, kurierka wojenna
- Joanna Pinkwart – korespondentka TVP w Stanach Zjednoczonych
- bł. Stanisław Pyrtek – błogosławiony Kościoła katolickiego
- Władysław Smereczyński – podpułkownik piechoty Wojska Polskiego
- Stanisław Styrczula – podpułkownik Wojska Polskiego, zamordowany w Charkowie w 1940
- ks. prof. dr hab. Józef Tischner – polski duchowny katolicki, wybitny filozof
- ks. abp Józef Wesołowski – biskup katolicki, Nuncjusz apostolski na Dominikanie
- Józef Wetula – major sanitarny Wojska Polskiego, zamordowany Katyniu w 1940
- ks. Wojciech Węgrzyniak – polski duchowny rzymskokatolicki, rekolekcjonista, adiunkt w Katedrze Egzegezy Starego Testamentu na Wydziale Teologicznym Uniwersytetu Papieskiego Jana Pawła II w Krakowie
- Antoni Zachemski – pisarz, działacz ruchu podhalańskiego, zamordowany w Auschwitz
- Janusz Stokłosa – kompozytor i muzyk[7]

## Uczniowie
- Leon Panczakiewicz – major kawalerii Wojska Polskiego